# Radikal (Mathematik)
In der mathematischen Disziplin der Algebra gibt es verschiedene Bedeutungen des Wortes Radikal.

## In der Ringtheorie

### Primradikal
Es sei {\displaystyle R} ein Ring mit Einselement.
Der Durchschnitt über alle Primideale von {\displaystyle R} heißt das Primradikal von {\displaystyle R}. Es ist das kleinste Semiprimideal und ein Nilideal.
Im Fall eines kommutativen Ringes stimmt es mit dem Nilradikal (s. u.) überein.

### Kommutativer Fall: Radikal eines Ideals und Nilradikal
Es sei {\displaystyle R} ein kommutativer Ring mit Eins und {\displaystyle {\mathfrak {a}}\subset R} ein Ideal in {\displaystyle R}. Dann bezeichnet man mit
{\displaystyle {\sqrt {\mathfrak {a}}}:=\{x\in R\mid \exists r\in \mathbb {N} \colon x^{r}\in {\mathfrak {a}}\}}
das Radikal von {\displaystyle {\mathfrak {a}}}. Teilweise wird dieses auch mit {\displaystyle r({\mathfrak {a}})} oder mit {\displaystyle {\mathfrak {r}}({\mathfrak {a}})} bezeichnet. Es ist ein Ideal in {\displaystyle R}.
Ein Ideal, das mit seinem Radikal identisch ist, nennt man Radikalideal. Jedes Semiprimideal ist ein Radikalideal. Radikale und Radikalideale spielen eine wichtige Rolle in der algebraischen Geometrie, sie treten im Hilbertschen Nullstellensatz auf.
Das Nilradikal oder nilpotente Radikal eines Ringes R ist {\displaystyle {\sqrt {(0)}}}, also die Menge der nilpotenten Elemente des Ringes. Teilweise wird es auch mit {\displaystyle \operatorname {nil} (R)} oder mit {\displaystyle {\mathfrak {N}}_{R}} bzw. mit {\displaystyle {\mathfrak {n}}_{R}} bezeichnet. Es ist gleich dem Primradikal, also dem Schnitt aller Primideale. Ist das Nilradikal das Nullideal, d. h., ist die Null das einzige nilpotente Element, so heißt der Ring reduziert.

### Jacobson-Radikal
Der Schnitt aller maximalen Linksideale eines Ringes wird als Jacobson-Radikal bezeichnet.

## Auflösung eines Polynoms durch Radikale
In der Galois-Theorie beschäftigt man sich mit der Auflösung von Polynomen in Radikale, also in Faktoren {\displaystyle x-a}, wobei {\displaystyle a} einen Ausdruck beschreibt, der lediglich durch rationale Zahlen, mittels der vier Grundrechenarten sowie unter Verwendung von Wurzeln darstellbar sein muss.

## In der Gruppentheorie
Das Radikal einer Gruppe ist der größte auflösbare Normalteiler.

## In der Zahlentheorie
Das Radikal einer ganzen Zahl ist das Produkt ihrer unterschiedlichen Primfaktoren; dies ist eine multiplikative Funktion:
{\displaystyle \operatorname {rad} (n)=\prod _{p\mid n \atop p{\text{ prim}}}p}
Das Radikal einer Primzahl ist die Primzahl selbst. Da gleiche Primfaktoren nur einmal gewertet werden, haben alle Potenzen einer Zahl das gleiche Radikal.
Beispiel: Die Zahl 324 hat das Radikal 6, da
{\displaystyle \operatorname {rad} (324)=\operatorname {rad} (2^{2}\cdot 3^{4})=2\cdot 3=6}.
Die Radikale der ersten natürlichen Zahlen lauten: 1, 2, 3, 2, 5, 6, 7, 2, 3, 10, 11, 6, 13 … (Folge A007947 in OEIS)
Eine wichtige Bedeutung spielen Radikale in der abc-Vermutung.
Das hier vorgestellte Radikal einer ganzen Zahl ist ein Spezialfall des Radikals eines Ideals in der Ringtheorie. Der zugrundeliegende Ring ist hier {\displaystyle \mathbb {Z} }, der Ring der ganzen Zahlen. Ist {\displaystyle n\in \mathbb {Z} }, so gilt nämlich
{\displaystyle \operatorname {rad} (n)\mathbb {Z} ={\sqrt {n\mathbb {Z} }}.}

## In der Theorie der Lie-Algebren
Das Radikal einer (endlichdimensionalen) Lie-Algebra ist das größte auflösbare Ideal.

## In der Theorie der Lie-Gruppen
Das Radikal einer Lie-Gruppe ist der größte zusammenhängende, auflösbare Normalteiler.

## In der Theorie der algebraischen Gruppen
Das unipotente Radikal einer algebraischen Gruppe ist ein maximaler abgeschlossener, zusammenhängender und unipotenter Normalteiler.

## In der projektiven Geometrie
Das Radikal einer quadratischen Menge oder spezieller einer projektiven Quadrik ist die Menge der Punkte dieser Menge bzw. Quadrik, in denen der Tangentialraum aus allen Punkten des Gesamtraums besteht.